# 想當冒險者前往都市的女兒成為S級
《想當冒險者前往都市的女兒成為S級》是日本作家門司柿家創作的輕小說系列，在2017年9月18日至2020年1月21日於成為小說家吧連載。2018年2月15日至2021年11月16日經EARTH STAR Entertainment發行實體書，toi8擔綱插圖，共11卷。改編漫畫由2018年5月8日起開始在同一出版社的漫畫網站「Comic Earth Star」連載，由漆原玖繪畫。改編電視動畫於2023年9月28日首播。

## 角色列表

### 主要角色
貝爾格里夫（聲：諏訪部順一）
本作主角。43歲，安潔琳的養父，原E級冒險者，暱稱「貝爾」，有一頭鮮明的紅髮，安潔琳為貝爾宣傳時取了稱號「赤鬼」。雙親早亡，15歲那年前往首都奧爾芬城成為冒險者，在成為冒險者僅兩年之後被魔王咬斷右腳而被逼退役。25歲時在森林裡撿到女嬰，取名為安潔琳，並將她養育成了可愛的少女。除了劍術外，同時也具備作為冒險者隊伍領袖必備的各種知識，以及正確判斷戰場的廣闊視野。雖然有豐富的冒險者知識，因長年定居農村意外不擅長長途旅行。後來與昔日冒險者時期的同伴薩蒂結婚。
安潔琳／安吉琳（聲：早見沙織）
本作另一名主角。17歲，暱稱為「安潔／安吉」，貝爾格里夫的養女，薩蒂的親生女兒。S級冒險者，稱號為「黑髮女武神」。從小夢想成為保護弱者的偉大冒險者，12歲時離家前往奧爾芬城，16歲時升到了冒險者公會的最高等級S級，重度父控。為魔王與胎兒融合實驗中唯一的成功作品，擁有十分強大的實力，能輕易把龍一刀兩斷。
雅妮莎／安妮莎（聲：河瀨茉希）
19歲，暱稱為「雅妮／安妮」，安潔琳的同伴。和米莉亞姆一起在教會的孤兒院長大，安潔三人小隊最年長的成員。AAA級冒險者，弓使，弓術十分了得，瞄準目標必然百發百中。個性認真冷靜，容易害羞臉紅。作為小隊中最年長的一員，經常擔任安潔琳和米莉安的剎車掣。
米莉安／米莉亞姆（聲：大久保瑠美）
18歲，暱稱為「米莉」，獸人族。安潔琳的同伴。和安妮莎一起在教會的孤兒院長大。比安潔大一歲，個子比安潔小，卻有著安潔望塵莫及的巨乳。AAA級冒險者，魔法師。平常拿一根比自己身高還長的大魔杖，非常擅長使用雷系魔法。
薩蒂（聲：折笠富美子）
安潔琳的親生母親，貝爾格里夫冒險者時期的同伴。在誕下安潔琳後，為了逃避追殺把安潔琳放置到森林裡。後來與安潔琳相認，並與貝爾格里夫結婚。
瑪格麗特（聲：菲魯茲·藍）
精靈領地森林中皇室的獨生女。雖然言行粗暴，但個性真誠、正直。她的劍術是從她的伯祖父葛拉漢姆那裡學到的。
葛拉漢姆（聲：大塚芳忠）
冒險家的老精靈，人稱「劍聖」。身為精靈王族成員，取得了傳奇般的功績。他教他的侄孫女瑪格麗特劍術。為追尋瑪格麗特的行蹤來到托內拉而與貝爾等人結識。
夏綠蒂（聲：高尾奏音）
傳播異端教義的神秘少女。
白（聲：浦和希）
與夏洛特一起工作並保護她的男孩。看起來總是脾氣暴躁。為魔王與胎兒融合實驗中的失敗作。

### 柏爾德家
赫爾薇緹卡·柏爾德／赫魯貝蒂嘉·波爾多（聲：井上麻里奈）
原波爾多伯爵的長女，文武雙全又具有領袖氣質。在波爾多伯爵逝世後繼任爵位，成為了領地的統治者。大約二十歲，白金色的頭髮編起來盤在腦後，容貌端莊十分美麗。雖然她看起來給人一種愛爭強好勝的印象，但眼神中卻有一種親切且沉穩的感覺。求賢若渴，每次聽說有優秀的人才就會飛奔過去邀請。
莎夏·柏爾德／薩沙·波爾多（聲：水野朔）
原波爾多伯爵的次女，武藝高強，AA級冒險者。白金色的頭髮在腦後盤成一個髮髻。容貌俏麗，目光中炯炯有神，給人一種高貴的感覺。因為安潔搭救了自己的妹妹賽蓮，登門向貝爾表示感謝並請求討教劍技，落敗後單方面地稱呼他為師父。
賽蓮·柏爾德／瑟蓮·波爾多（聲：市之瀨加那）
原波爾多伯爵的三女。遭到強盜襲擊的時候受安潔的搭救。雖然她只有十五歲，但展示出內政方面的才能。
亞修克羅夫特／阿什克羅夫特（聲：戶谷菊之介）
波爾多家族的管家，同時也是一名劍客。有時他會因為過度關心波爾多家族而情緒失控，暱稱是「亞修／阿什」。

### 冒險者
萊恩尼爾／拉伊奧涅魯（聲：杉田智和）
組織奧爾芬冒險者的公會會長。雖然他乍看之下不太可靠，但實際上是前S級冒險家。
「殲滅」契伯格／奇伯魯格（聲：稻田徹）
前S級冒險者，儘管年紀大了，但肌肉卻令人難以置信。雙臂上有魔法刺青賦予他怪力。
「白金」多托斯／德爾特斯（聲：秋元羊介）
前S級冒險者，能夠輕鬆揮舞異常沉重的白金長槍。
瑪麗亞（聲：生天目仁美）
前S級冒險者，米莉安的老師。嘴巴很壞。受到龍血的詛咒，導致一直咳嗽。
尤莉（聲：Lynn）
33歲女生，冒險者公會接待員。其實是AAA級退役冒險者，是公會會長萊恩尼爾的隊友，二人互相信任。安潔心目中其中一位母親候選人。

### 其他
所羅門
傳說中的魔導士。創造了大量名為「魔王」的人工生命體。
凱西姆（聲：吉野裕行）
貝爾格里夫冒險者時期的同伴，S級魔導士，稱號「碎天」。
珀西瓦爾（聲：土田大）
貝爾格里夫冒險者時期的同伴，S級劍士冒險者，稱號「霸王劍」。
羅賽塔（聲：南條愛乃）
教會孤兒院的修女。雅妮莎和米莉安都在照顧下長大成人。安潔心中的其中一位母親候選人。

## 出版書籍

### 小說
| 卷數 | EARTH STAR Entertainment | EARTH STAR Entertainment |
| 卷數 | 發售日期                 | ISBN／ASIN               |
| ---- | ------------------------ | ------------------------ |
| 1    | 2018年2月15日            | ISBN 978-4-8030-1162-3   |
| 2    | 2018年5月16日            | ISBN 978-4-8030-1191-3   |
| 3    | 2018年10月16日           | ISBN 978-4-8030-1237-8   |
| 4    | 2019年2月15日            | ISBN 978-4-8030-1272-9   |
| 5    | 2019年6月15日            | ISBN 978-4-8030-1301-6   |
| 6    | 2019年10月17日           | ISBN 978-4-8030-1350-4   |
| 7    | 2020年2月15日            | ISBN 978-4-8030-1390-0   |
| 8    | 2020年5月15日            | ISBN 978-4-8030-1421-1   |
| 9    | 2020年10月15日           | ISBN 978-4-8030-1456-3   |
| 10   | 2021年4月15日            | ISBN 978-4-8030-1512-6   |
| 11   | 2021年11月16日           | ISBN 978-4-8030-1576-8   |
| 12   | 2023年11月15日           | ASIN B0CLKZM8BN [ 註 3 ] |

### 漫畫
| 卷數 | EARTH STAR Entertainment | EARTH STAR Entertainment | 青文出版社     | 青文出版社             |
| 卷數 | 發售日期                 | ISBN                     | 發售日期       | ISBN                   |
| ---- | ------------------------ | ------------------------ | -------------- | ---------------------- |
| 1    | 2018年10月16日           | ISBN 978-4-8030-1235-4   | 2022年11月28日 | ISBN 978-6-2634-0319-2 |
| 2    | 2019年5月11日            | ISBN 978-4-8030-1292-7   | 2023年4月20日  | ISBN 978-6-2634-0750-3 |
| 3    | 2019年11月12日           | ISBN 978-4-8030-1354-2   | 2023年8月9日   | ISBN 978-6-2636-2196-1 |
| 4    | 2020年8月12日            | ISBN 978-4-8030-1437-2   | 2023年11月29日 | ISBN 978-6-2636-2750-5 |
| 5    | 2021年8月12日            | ISBN 978-4-8030-1546-1   |                |                        |
| 6    | 2022年11月11日           | ISBN 978-4-8030-1709-0   |                |                        |
| 7    | 2023年10月12日           | ISBN 978-4-8030-1845-5   |                |                        |

## 電視動畫
2022年11月1日，宣佈將獲改編為電視動畫。

### 主題曲
片頭曲《閃 -Sen-》
主唱：南條愛乃，作曲、編曲：日高勇輝
片尾曲《homeward journey》
主唱：やなぎなぎ，作詞、作曲：，編曲：出羽良彰

### 各話列表
| 話數   | 日文標題 | 中文標題                                                      | 劇本       | 分鏡            | 演出       | 作畫監督                                                                                            | 首播日期       |
| ------ | -------- | ------------------------------------------------------------- | ---------- | --------------- | ---------- | --------------------------------------------------------------------------------------------------- | -------------- |
| 第1話  |          | 安吉琳的憂鬱安潔琳的憂鬱                                      | 百瀨祐一郎 | 森健            | 村田尚樹   | 丹澤學、Pavel Shmoylov 錦戶未奈、林田多希                                                           | 2023年 9月28日 |
| 第2話  |          | 赤鬼貝爾格里夫                                                | 百瀨祐一郎 | 森健            | 古泽笃二   | 高桥直树、松本胜次 佐藤元、陈洁琼、胡威                                                             | 10月5日        |
| 第3話  |          | 歡迎回家，安吉琳歡迎回家，安潔琳                              | 百瀨祐一郎 | 森健            | 桥本光夫   | 丹泽学、锦户未奈 饭冢叶子、                                                                         | 10月12日       |
| 第4話  |          | 托爾涅拉的寧靜日常，時而父女吵架托涅拉的平靜生活 偶爾親子吵架 | 成尾渚     | 森健            | 山口義浩   | 檜垣彰子、藤谷奈美 手島勇人、佐藤大輔 前田義宏、李周鉉 寇曉陽、One Order                            | 10月19日       |
| 第5話  |          | 前往波爾多的旅途踏上前往柏爾德的旅途                          | 百瀨祐一郎 | 森健            | 谷口大悟   | 三浦紗智                                                                                            | 10月26日       |
| 第6話  |          | 蠢蠢欲動的叛亂分子暗中活動的叛亂分子                          | 成尾渚     | 森健、 阿部雄一 | 橋本光夫   | 錦戶未奈、飯塚葉子 佐藤桂、4tune STUDIO CL、Pavel Shmoylov                                          | 11月2日        |
| 第7話  |          | 漫漫長夜，明亮的朝霞漫長黑夜 燦爛朝霞                         | 百瀨祐一郎 | 森健、 阿部雄一 | 粟井重紀   | 高橋直樹、松本勝次 陳潔瓊、胡威、趙親雲 張福民、羅海                                                | 11月9日        |
| 第8話  |          | 與森林居民的邂逅與森林住民的邂逅                              | 百瀨祐一郎 | 森健            | 一居一平   | 樱井木之实、前田义宏 下出麻以、李周铉 深圳市群想动漫文化发展有限公司 重庆群想动漫制作有限公司、鑫月 | 11月16日       |
| 第9話  |          | 親子，各自的相遇父女，各自的邂逅                              | 成尾渚     | 森健            | 橋本光夫   | 丹澤學、 Pavel Shmoylov（動作）                                                                     | 11月23日       |
| 第10話 |          | 蠢蠢欲動的惡意                                                | 百瀨祐一郎 | 森健、 阿部雄一 | 西本由紀夫 | 金明心、宋㰉嬰 金到暎、張耕銓、4tune                                                                | 11月30日       |
| 第11話 |          | 貝爾格里夫的決斷                                              | 成尾渚     | 森健            | 粟井重纪   | 高桥直树、松本胜次 陈洁琼、胡威、李品华 赵亲云、姚柏辰、樊春花、胡秀秀                              | 12月7日        |
| 第12話 |          | 与过去的对峙與過去對峙                                        | 百瀨祐一郎 | 森健            | 井端義秀   | 若山政志、村田陽佑、前田義宏 佐藤大輔、李周鉉、寇曉陽                                               | 12月14日       |
| 第13話 |          | 我回來了，爸爸爸爸 我回來了                                   | 百瀨祐一郎 | 森健            | 村田尚樹   | 櫻井木之實、4tune 上海炫舟文化傳媒有限公司 光之園動畫                                               | 12月21日       |

### 播映平台
| 播映地區                       | 播映平台       | 播映日期                | 播映時間              | 備註     |
| ------------------------------ | -------------- | ----------------------- | --------------------- | -------- |
| 臺灣                           | 巴哈姆特動畫瘋 | 2023年9月28日－12月21日 | 星期四 22:00（UTC+8） | [ 註 6 ] |
| 臺灣、香港、澳門               | bilibili       | 2023年9月28日－12月21日 | 星期四 22:00（UTC+8） | [ 註 6 ] |
| 臺灣                           | KKTV           | 2023年9月28日－12月21日 | 星期四 22:00（UTC+8） | [ 註 7 ] |
| 臺灣                           | LINE TV        | 2023年9月28日－12月21日 | 星期四 22:00（UTC+8） | [ 註 7 ] |
| 臺灣                           | LiTV 線上影視  | 2023年9月28日－12月21日 | 星期四 22:00（UTC+8） | [ 註 7 ] |
| 臺灣                           | Ofiii 歐飛     | 2023年9月28日－12月21日 | 星期四 22:00（UTC+8） | [ 註 7 ] |
| 臺灣                           | friDay影音     | 2023年9月28日－12月21日 | 星期四 22:00（UTC+8） | [ 註 7 ] |
| 臺灣                           | MyVideo        | 2023年9月28日－12月21日 | 星期四 22:00（UTC+8） | [ 註 7 ] |
| 臺灣                           | Hami Video     | 2023年9月28日－12月21日 | 星期四 22:00（UTC+8） | [ 註 7 ] |
| 臺灣                           | 中華電信MOD    | 2023年9月28日－12月21日 | 星期四 22:00（UTC+8） | [ 註 7 ] |
| 愛奇藝國際版 服務地區          |                | 2023年9月28日－12月21日 | 星期四 22:00（UTC+8） | [ 註 7 ] |
| 「It's Anime」Youtube 服務地區 |                | 2023年9月28日－12月21日 | 星期四 22:00（UTC+8） | [ 註 7 ] |

## 註腳

## 外部連結
- 成為小說家吧官方網站（日語）
- EARTH STAR官方網站（日語）
- 漫畫連載網站（日語）
- 電視動畫官方網站（日語）